# لي تشين
لي تشين (بالإنجليزية: Lee Chin)‏ هو لاعب قذف ولاعب كرة قدم أيرلندي، ولد في 8 أكتوبر 1992 في ويكسفورد في جمهورية أيرلندا. لعب مع Wexford F.C. ‏.